# Filosof z Alexandrie
Svatý Filosof z Alexandrie († 3. století) byl křesťanský mučedník.

## Život
Během pronásledování křesťanů římského císařem Deciem byl zajat a nucen zříct se své víry.
Byl mučen a upoután na lůžko, kde ho sváděla nevěstka. Aby se nepoddal hříchu, ukousl si jazyk a plivl jí ho do tváře. Nakonec byl sťat mečem.
Jeho svátek se připomíná 1. května či 31. května.